# Село станции Юматово
ста́нции Юма́тово (баш. Йоматау станцияһы) — село в Уфимском районе Республики Башкортостан Российской Федерации. Входит в состав Юматовского сельсовета.

## География

### Географическое положение
Расстояние до:
- районного центра (Уфа): 40 км,
- центра сельсовета (Село санатория Юматово имени 15-летия БАССР): 6 км,
- ближайшей ж/д станции (Юматово): 4 км.

## Население
| 2002 | 2009 | 2010 |
| ---- | ---- | ---- |
| 539  | ↗684 | ↗688 |